# Паркачиха
Паркачи́ха — река в России, протекает в Республике Удмуртия. Устье реки находится в 276 км по левому берегу реки Кама. Длина реки составляет 22 км.

## Притоки
- Язевка (пр)
- 6,1 км: Северная (пр)
- Кочениха (пр)

## Данные водного реестра
По данным государственного водного реестра России относится к Камскому бассейновому округу, водохозяйственный участок реки — Кама от Воткинского гидроузла до Нижнекамского гидроузла, без рек Буй (от истока до Кармановского гидроузла), Иж, Ик и Белая, речной подбассейн реки — бассейны притоков Камы до впадения Белой. Речной бассейн реки — Кама.